# Polytoca digitata
Polytoca digitata là một loài thực vật có hoa trong họ Hòa thảo. Loài này được (L.f.) Druce miêu tả khoa học đầu tiên năm 1917.